# کلوپ ملی مطبوعات (ایالات متحده)

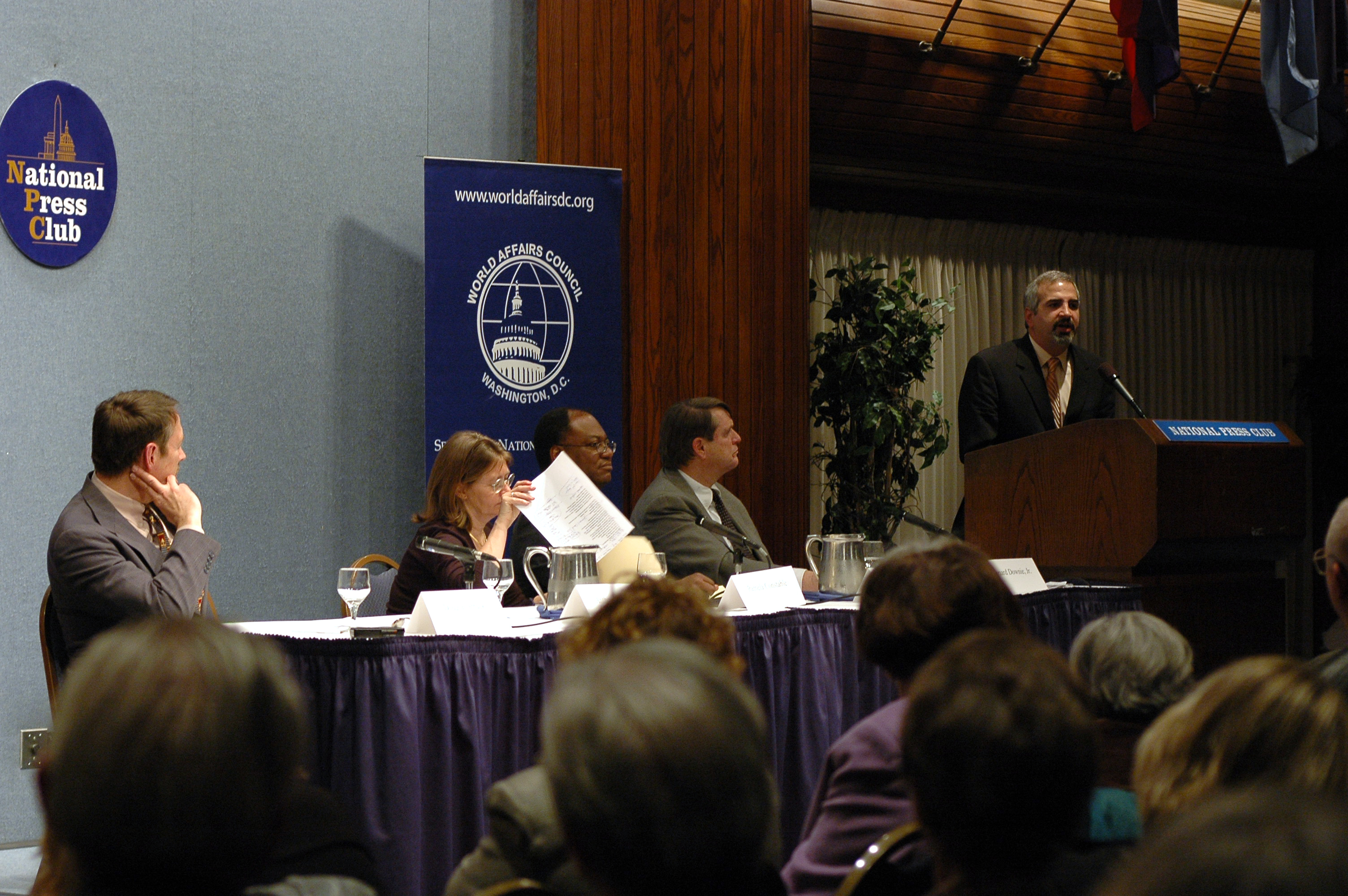
برگزاری یک جلسه در کلوپ ملی مطبوعات آمریکا

کلوپ ملی مطبوعات (انگلیسی: National Press Club) یک سازمان حرفه‌ای است که مرکز مطبوعاتی روزنامه‌نگاران و متخصصان ارتباطات است.

## فعالیت
محل این کلوپ در واشینگتن دی سی است. اعضای آن شامل خبرنگاران، روزنامه نگاران پیشین، افسران اطلاعات دولتی و کسانی هستند که به‌طور منظم جزو منابع خبری مورد توجه قراردارند. جلسات این کلوپ به وسیله سخنرانان دعوت شده دربارهٔ موضوعات عام روزمره است و از جمله دارای محل‌های برگزاری جلسات کاری، نشست‌های خبری، نشست‌های تجاری و صنعتی است و همچنین برگزاری رویدادهای اجتماعی، برای مردم است.

## تاریخچه
در سال ۱۹۰۸ تأسیس شد، تا کنون بسیاری از رؤسای جمهور آمریکا از این باشگاه بازدید کرده‌اند و بسیاری از آن‌ها از زمان وارن جی. هاردینگ بیست و نهمین رئیس‌جمهور آمریکا از حزب جمهوریخواه عضو این کلوپ بوده‌اند - اغلب آن‌ها از پودیم سخنرانی این باشگاه سخن گفته‌اند. سایر کسانی که در این کلوپ حضور یافته‌آند شامل پادشاهان، نخست وزیران و وزیران، اعضای کنگره آمریکا، مقامات کابینه، سفیران، محققان، هنرمندان، رهبران تجاری و ورزشکاران بوده‌است.
علامت یا لوگوی باشگاه یک جغد است، در احترام به خرد، آگاهی و شبهایی که صرف آن می‌کنیم.

## گرامی‌داشت دو خبرنگار ایرانی
کلوپ ملی مطبوعات آمریکا در سال ۲۰۲۳ دو خبرنگار ایرانی، الهه محمدی و نیلوفر حامدی را به عنوان برندگان جایزه جان اوبوچون، بالاترین نشان افتخار این انجمن در آزادی مطبوعات معرفی کرد.